# Aemocia griseomarmorata
Aemocia griseomarmorata là một loài bọ cánh cứng trong họ Cerambycidae.